# Salliqueló
Salliqueló es una ciudad en el oeste de la provincia de Buenos Aires, Argentina. Es la cabecera del partido homónimo. Dista 550 km de la ciudad de Buenos Aires, y a 273 km de Bahía Blanca.

## Población

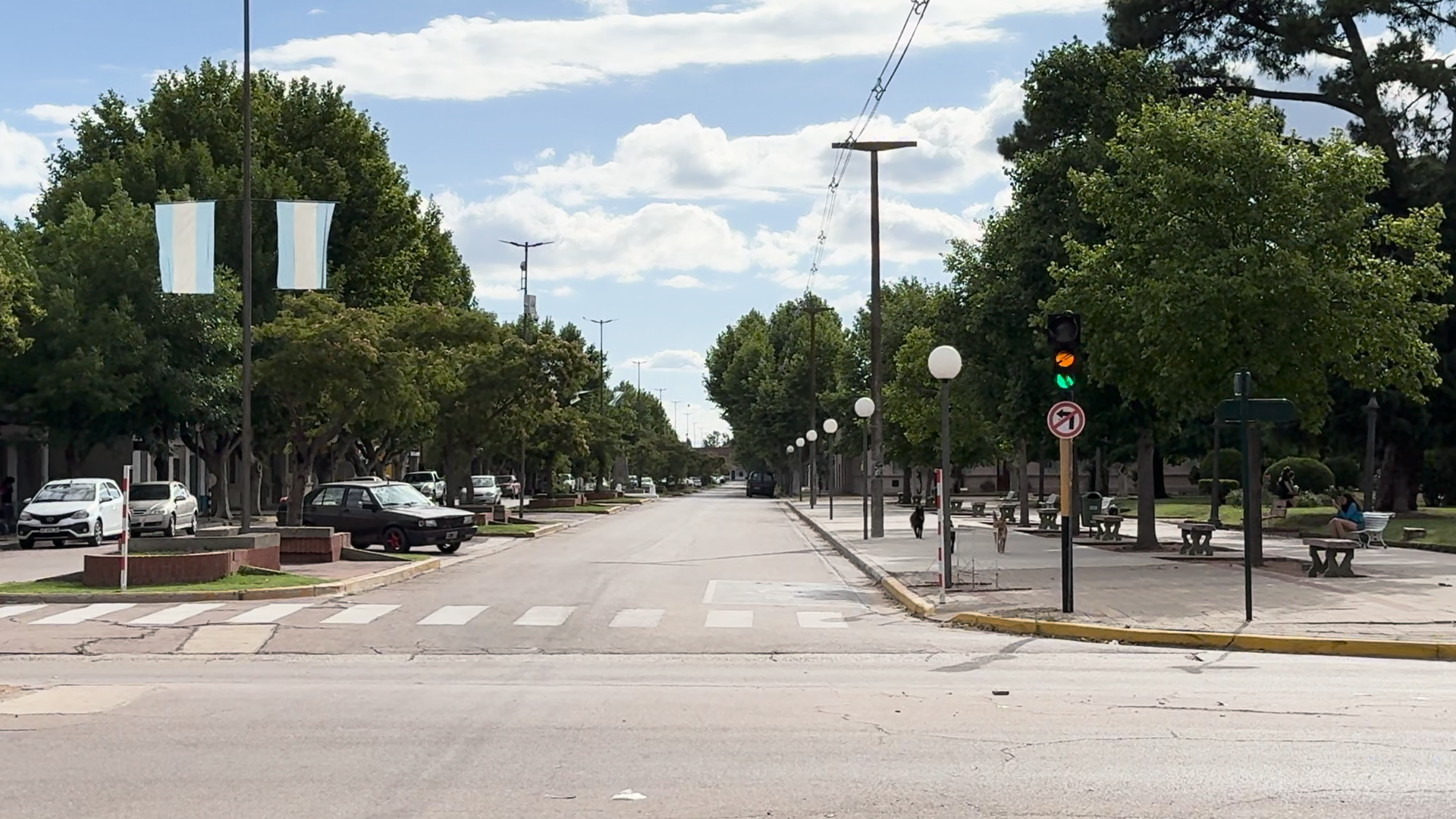
Vista de su Avenida y Plaza principal

Cuenta con 9427 habitantes (Indec, 2022).
| Gráfica de evolución demográfica de Salliqueló entre 1960 y 2022 |
|                                                                  |
| Fuentes: INDEC                                                   |

## Toponimia
De la etimología araucana: Sañi (zorrino); Que (permanencia) y Ló (médano), "médanos de los zorrinos"

Salliquelo [Tsalkülkü]
Salicologue (Rohde, J. J. 1890); Salliqueló (AGN). Era así sindicado como "M. Salicologue" (=Salicoloque), un dunal en la cartografía de Rohde. La voz compuesta observada, provendria de la lengua Günün a yajüch del Pueblo Günün a küna (Pampas Hets y Tehuelches septentrionales), siendo la primera parte "sali" la misma voz tsal "morro alto/largo"; y la segunda parte "cologue" (=coloque) sería la misma voz külkü "médano", que a oídos no entrenados se escucharia algo como "colque, col(o)que"; el todo dice entonces  tsalkülkü "dunales" (lit. 'los morros altos/largos del médano'). Sin lugar a dudas, dunales característico de Salliquelo que predominan la zona. A oídos no entrenados esta voz se escucharia algo como "salicolique, salicoloque", tal como fue registrada.

## Geografía
- Altitud: 121 m s. n. m.
- Latitud: 36°45′0″ S
- Longitud: 62°55′59″ O

## Rutas de acceso
La RP 85 que empalma con la RN 33, en Guaminí y con la RN 5 en Pellegrini.

## Historia
- 1858, pérdida de estos territorios por parte de los indígenas pampas
- 1876, victoria final del Ejército, por el Coronel Salvador Maldonado sobre el cacique Juan José Catriel en la batalla de Cura Malal
- 1902, en el Partido de Pellegrini, Saturnino J. Unzué, con sus estancias "La Inés" y "Salliqueló", ofrece una de ellas a la "Empresa de Colonización Stroeder", para que fundara un pueblo
- 1903, se venden los lotes y el 7 de junio se inaugura la "Villa Salliqueló". La zona tenía el edificio de la "Estación de ferrocarril", tanque de agua.
- 1924, El diputado, Dr. Carlos Enrique Muntaabski, presenta su proyecto de ley para la autonomía de Salliqueló. D47, 24 de junio.[8]
- 1961, se consigue la autonomía al escindirse del Partido de Pellegrini y se crea el actual Partido de Salliqueló en el cual están incluidas las localidades de Quenumá y Graciarena.

## Personalidades
- Héctor Jorge Cassé, (1957-2003) arquero de Gimnasia y Esgrima de La Plata, Temperley, Quilmes y Douglas Haig entre otros.
- Rodolfo Raffino, (1944-2015) importante arqueólogo argentino, especializado en estudios de ocupaciones incaicas en Argentina.

## Gasoducto
En julio de 2019, la gestión de Mauricio Macri (Cambiemos) lanzó una licitación para construir el gasoducto, pero el plazo fue prorrogado 3 veces hasta que Alberto Fernández (Frente de Todos) derogó ese llamado y convocó a una nueva licitación.
El Gasoducto (GPNK) es una obra fundamental e histórica, planificada y ejecutada por Energía Argentina para ampliar la capacidad de transporte de gas en nuestro país. La traza troncal del GPNK - Etapa 1 tiene una extensión de 573 kilómetros entre Tratayén (Neuquén) y Salliqueló (Buenos Aires), atravesando las provincias de Río Negro y La Pampa con un caño de 36 pulgadas. La construcción del Proyecto GPNK permite ampliar en un 25% la capacidad del sistema de transporte de gas natural desde el Yacimiento Vaca Muerta (segunda reserva de gas no convencional del mundo) y llevarlo hasta los centros de consumo, transitando definitivamente el camino hacia la soberanía energética.
El Gasoducto Presidente Néstor Kirchner ya permitió que nuestro país ahorre 421 millones de dólares en importaciones de energía y se encuentra inyectando volúmenes de gas que reemplazan en promedio compras de energía por 12 millones de dólares por día.. 
El GPNK transporta 11 millones de m3/día, y con la incorporación de las plantas compresoras de Salliqueló y Tratayén podrá transportar 21 millones de m3/día.
El 9 de julio de 2023 el Gobierno nacional inauguró el primer tramo del gasoducto en un acto que encabezaron el presidente Alberto Fernández, la vicepresidenta Cristina Kirchner, y el ministro de Economía, Sergio Massa.

## Carreras universitarias
- Programa de Estudios Universitarios en la Zona, PEUZO: financiado por la provincia de Buenos Aires a través de la Universidad Provincial del Sudoeste (UPSO), la Universidad Nacional del Sur (UNS) dicta parte del primer año de la mayoría de sus actuales carreras

- Aula Satelital COSPyV
  - Universidad Blas Pascal de Córdoba: Abogacía; Contador Público; Lic. En Administración, Marketing; Comercio Exterior; Finanzas de la empresa; Lic. en Turismo, Ecoturismo; Administración de empresas de viajes y de hotelería.
  - Universidad de Belgrano, Carreras de 2 años: tecnicaturas en: Administración con orientación en PyME; Comercialización (Marketing); Comercio Exterior; Hotelería y Turismo; Producción Agropecuaria.
  - Universidad Tecnológica Nacional: Técnico Superior en tecnología de Información (Informática); Orientaciones: Hardware y Redes; Apoyo en proyectos de Ingeniería; Tecnología Web; Educación; Gestión de la Organización.
  - Red Media Educativa: postgrado en Psicoanálisis, título por la Universidad Católica de Salta; Capacitación Docente a Distancia

## Fotos

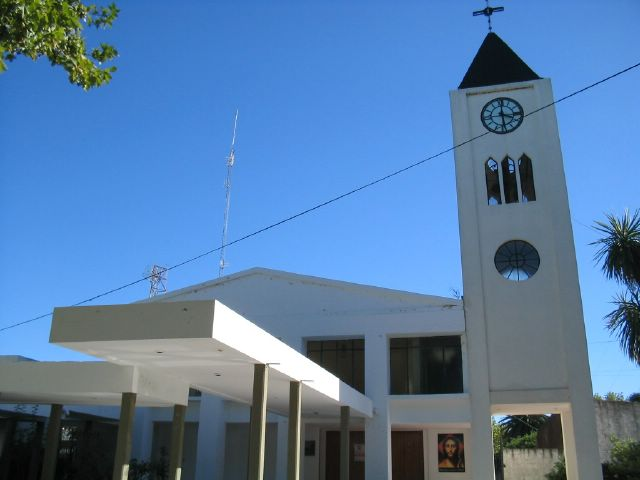
Campanario de la iglesia.
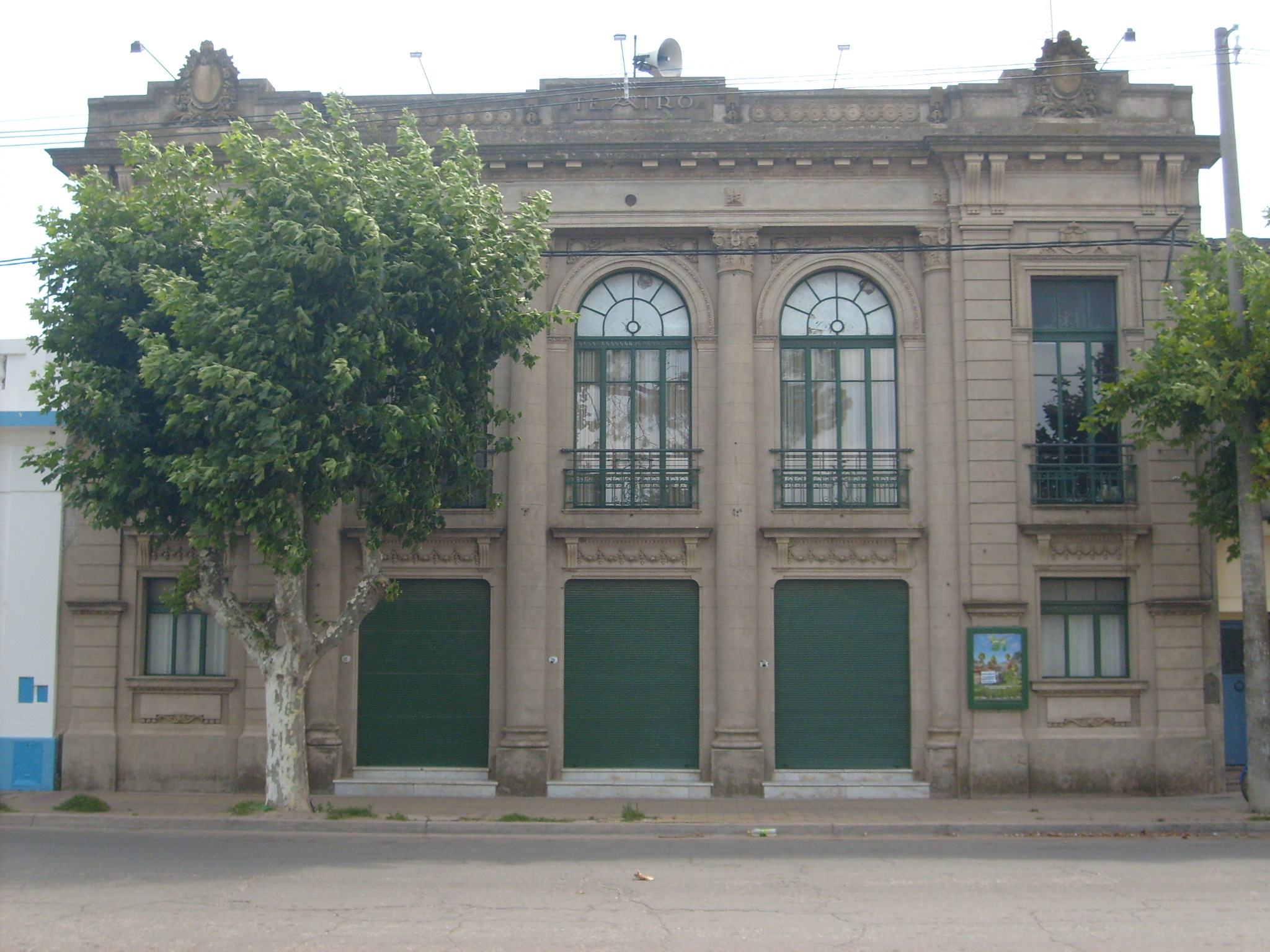
Cine teatro en el centro.
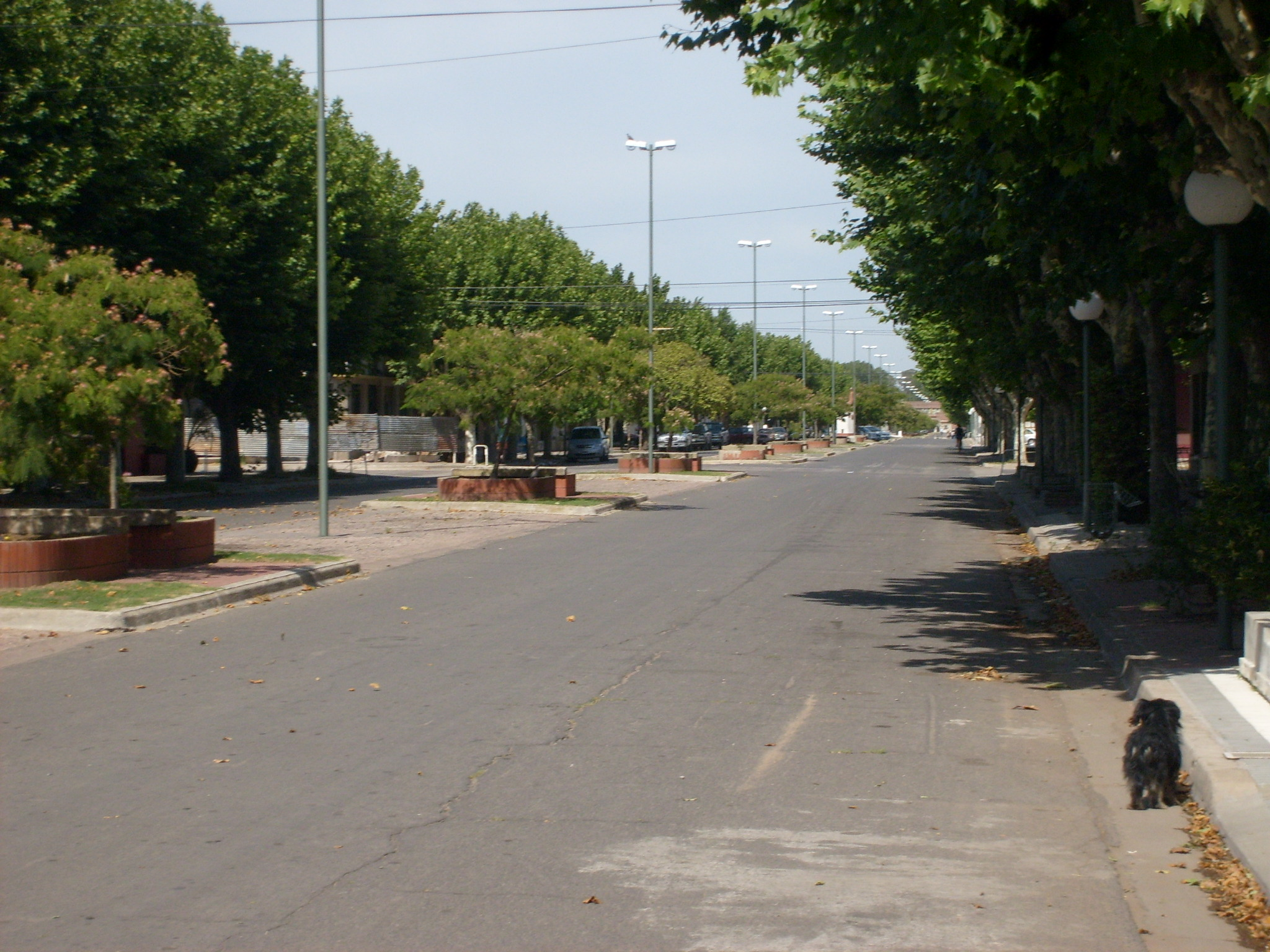
Avda. 25 de Mayo, una de las calles centrales
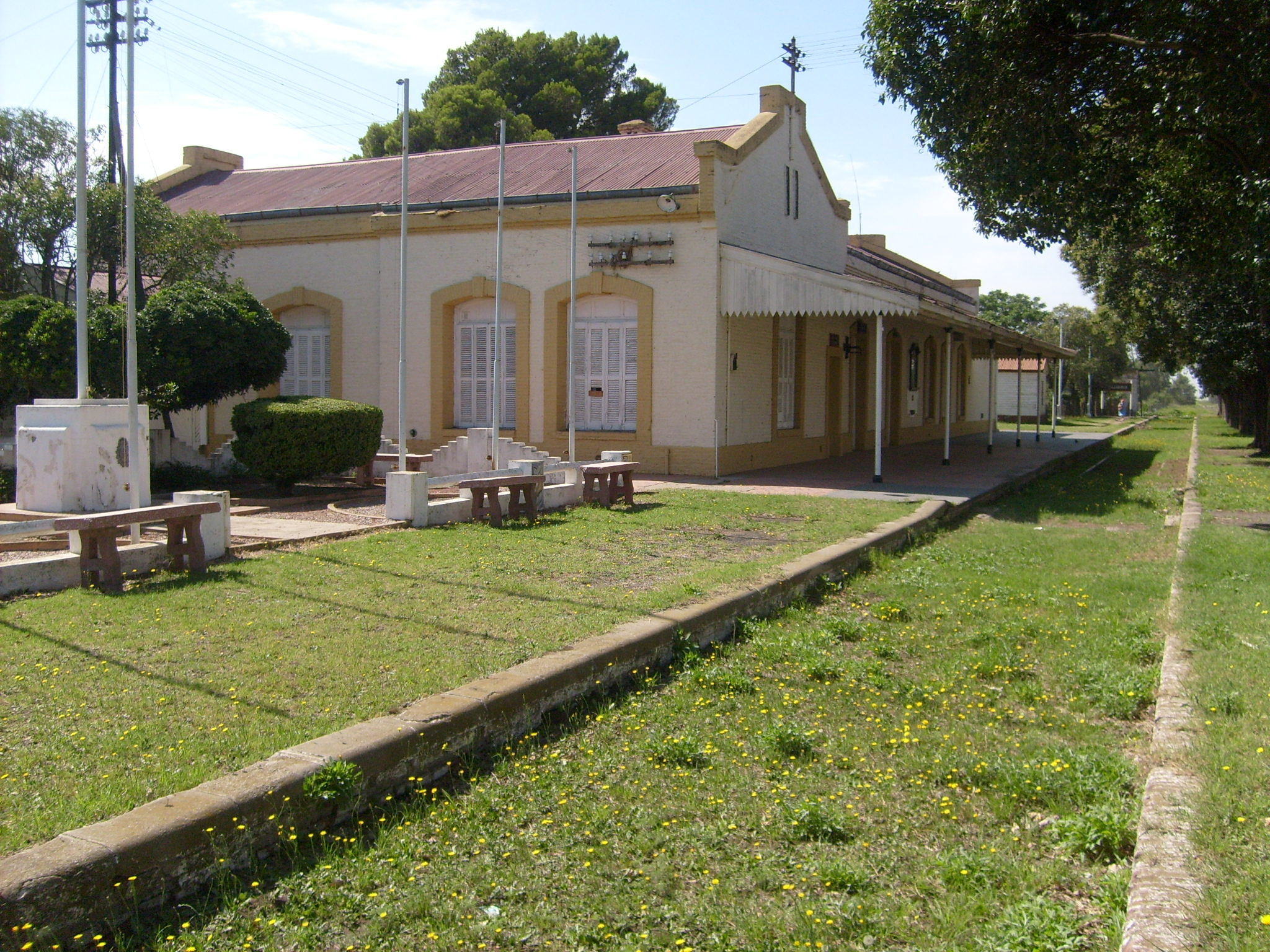
Estación de ferrocarril, hoy día actúa como museo regional

## Parroquias de la Iglesia católica en Salliqueló
| Diócesis  | Nueve de Julio |
| --------- | -------------- |
| Parroquia | San José       |

Párroco: Juan Pellegrino